# Shannen Doherty
Shannen Maria Doherty (Memphis, 12 aprile 1971 – Malibù, 13 luglio 2024) è stata un'attrice statunitense.

## Biografia

### Carriera

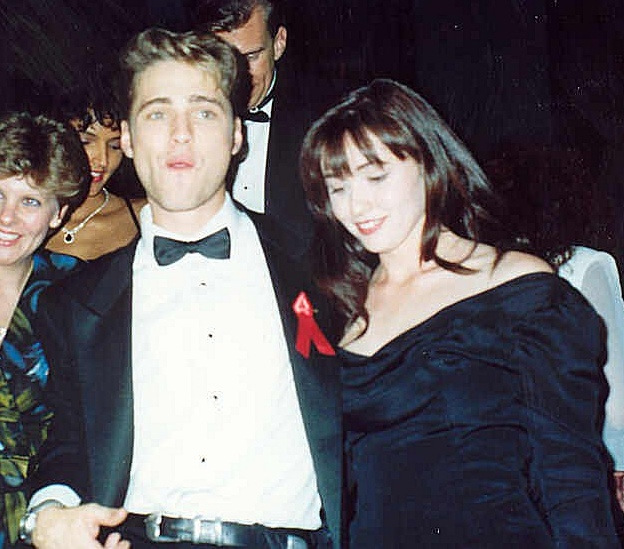
Shannen Doherty con Jason Priestley

Nacque in una famiglia di origini irlandesi a Memphis il 12 aprile 1971, figlia secondogenita dopo il fratello maggiore Sean, di John Thomas Doherty Jr. (1944-2010), un bancario, e di Rose, proprietaria di un salone di bellezza. Ottenne il suo primo ruolo importante nel 1982, quando venne ingaggiata per interpretare Jenny Wilder nello sceneggiato La casa nella prateria. Dopo essere apparsa come guest star in molte fiction, negli anni Ottanta, tra le quali Magnum, P.I., 21 Jump Street e Airwolf, dal 1986 al 1988 interpretò il ruolo di Kris Witherspoon nella serie Vita col nonno.
Nel 1982, dopo essere apparsa nel film di Ron Howard Night Shift - Turno di notte, prestò la voce a Teresa nel cartone animato Brisby e il segreto di NIMH. Nel 1985 ottenne un ruolo secondario nella commedia Girls Just Want to Have Fun insieme a Sarah Jessica Parker. Nel 1989 partecipò al film Schegge di follia, con Winona Ryder.
L'attrice riscosse i suoi maggiori successi grazie al produttore televisivo Aaron Spelling. Dopo avere interpretato Brenda Walsh nella serie TV Beverly Hills 90210, impersonò Prue Halliwell nella serie TV Streghe. La Doherty si presentò al provino insieme con Holly Marie Combs, sperando di ottenere il ruolo di Piper, ma alla fine l'esito fu inverso. Nel 2001 lasciò la serie, dopo tre stagioni.
Nel 1994 uscì il film Sesso bendato - In balia dell'assassino, che ricevette critiche negative. Il regista Kevin Smith la rilanciò l'anno successivo nel film Generazione X.
Nel 2001 girò insieme con Julian McMahon il film TV Another Day, mentre nel 2002 fu ancora Kevin Smith a dirigerla nel film Jay & Silent Bob... Fermate Hollywood!. Nel 2003 e 2004 presentò il reality show Scare Tactics sulla rete statunitense Sci Fi Channel. Fu una dei protagonisti della serie TV North Shore, un ritorno alle sue radici di attrice da soap opera. Nel 2005 partecipò alla serie comica per la TV Love, Inc., ma lasciò il programma pochi mesi prima dell'esordio.
Nel 2006 fu la conduttrice del reality show Breaking Up with Shannen Doherty - Un'amica come Shannen, un programma, durato tredici puntate, con protagosti alcune coppie di fidanzati in crisi alle prese con le decisioni sul loro futuro sentimentale. Tornò a vestire i panni di Brenda Walsh nella prima stagione del telefilm 90210, sequel del vecchio telefilm Beverly Hills 90210, in onda sul canale statunitense The CW dal 2 settembre 2008.
Nel 2010, in coppia col ballerino Mark Ballas, fu una delle concorrenti della decima edizione di Dancing with the Stars, avendo dichiarato di parteciparvi per accontentare il padre, malato di cuore. Si classificò ultima, venendo infatti eliminata dal televoto dopo sole due puntate. Nell'autunno 2010 pubblicò la sua autobiografia Badass: A Hard-Earned Guide to Living Life With Style and (the Right) Attitude.
Nel 2015 fu trasmesso un reality on the road dal titolo Off the Map with Shannen & Holly, in cui la Doherty si ricongiunse all'ex collega e migliore amica Holly Marie Combs.
Affetta fin dall'infanzia dalla malattia di Crohn, nell'agosto 2015 dichiarò di avere un cancro al seno, diagnosticatole nel marzo dello stesso anno. Nel 2017 annunciò di essere guarita dal tumore, ma già l'anno successivo comunicò di doversi operare di nuovo. Il 4 febbraio 2020, durante un'intervista al programma Good Morning America, rivelò il ritorno del cancro al seno, giunto oramai al quarto stadio. Nel 2023 fu operata per metastasi al cervello.

### Morte
Morì a Malibù il 13 luglio 2024 a causa del cancro all'età di 53 anni: la notizia del decesso venne diffusa dalla portavoce dell'attrice. Come da sua volontà fu cremata e le ceneri poi sparse in una zona di Malibù insieme a quelle del padre e del suo cane.
La sua migliore amica Holly Marie Combs ha rivelato sul suo podcast The House of Halliwell che Shannen pensava di avere ancora tempo da vivere. Aveva molti progetti, tra cui un viaggio in Italia. Stava persino pensando di trasferirsi lì.

## Vita privata
Nel 1993, in pigiama e con pochissimi invitati, l'attrice si sposò nella propria abitazione con Ashley Hamilton, che lasciò sei mesi dopo. Nel 2002 si risposò con Rick Salomon, ma dopo un anno interruppe la relazione.
Il 16 ottobre 2011 si sposò con il fidanzato Kurt Iswarienko, fotografo, a Los Angeles. La cerimonia fu ripresa dalle telecamere di WEtv con l'intenzione di produrre un reality che avrebbe raccontato, passo dopo passo, i preparativi del matrimonio. Nel luglio 2024 divorziò da Iswarienko il giorno prima della morte.

### Impegno per la protezione degli animali e dell'ambiente
Shannen Doherty, vegetariana, condusse una campagna per vietare il consumo di carne di cani e gatti, oltre a opporsi all'uso di vera pelliccia e pelle di coccodrillo nell'industria della moda. Pubblicava regolarmente informazioni relative all'adozione di animali domestici sulla sua pagina Instagram. Nel 2017 organizzò un galà di beneficenza il cui ricavato fu devoluto in soccorso degli animali.
Shannen Doherty fu anche un'attiva sostenitrice dell'organizzazione per la protezione della vita marina Sea Shepherd. Nel marzo 2014 navigò con Holly Marie Combs e la Sea Shepherd Crew per attirare l'attenzione sugli effetti di una nuova legge australiana che consente di uccidere grandi squali. Nell'agosto 2014 sfidò il fondatore di Sea Shepherd Paul Watson e l'equipaggio di Sea Shepherd all'Ice Bucket Challenge, attirando l'attenzione sull'organizzazione della conservazione marina. Nell'ottobre 2014 Doherty partecipò all'operazione Infinite Patience come parte di Sea Shepherd Crew Cove Guardians. Lo scopo della campagna era attirare l'attenzione sull'uccisione di delfini a Taiji, in Giappone. Nel video girato durante la campagna chiese, piangendo, di evitare i delfinari.
Doherty apparve più volte in pubblico con la merce di Sea Shepherd e, per il suo quarantatreesimo compleanno, invitò i suoi fan a donare agli eventi di Sea Shepherd, invece di fare regali a lei.

### Procedimenti giudiziari
Nel 1994, appena uscita da Beverly Hills 90210, la banca le sequestrò gran parte dello stipendio per riparare agli assegni firmati nei mesi precedenti, ma risultati scoperti, per una somma pari a 32 000 dollari. Nel 1996 fu costretta a tenere un corso di autocontrollo perché, con una lattina di birra, aveva rotto il finestrino dell'auto a un ragazzo. Nel 1999, dopo essere stata fermata in stato di ebbrezza, venne obbligata a tenere un corso nelle scuole, spiegando ai giovani di Los Angeles il pericolo dell'alcol.

## Filmografia

### Attrice

#### Cinema
- Night Shift - Turno di notte (Night Shift), regia di Ron Howard (1982)
- Voglia di ballare (Girls Just Want to Have Fun), regia di Alan Metter (1985)
- Schegge di follia (Heathers), regia di Michael Lehmann (1989)
- Morte apparente (Almost Dead), regia di Ruben Preuss (1994)
- Una pallottola spuntata 33⅓ - L'insulto finale (Naked Gun 33 1/3: The Final Insult), regia di Peter Segal (1994) - cameo
- Generazione X (Mallrats), regia di Kevin Smith (1995)
- Ecstasy Generation (Nowhere), regia di Gregg Araki (1997) - cameo
- Scatti pericolosi (Striking Poses), regia di Gail Harvey (1999)
- Jay & Silent Bob... Fermate Hollywood! (Jay and Silent Bob Strike Back), regia di Kevin Smith (2002) - cameo
- Burning Palms, regia di Christopher Landon (2010)
- Back in the Day, regia di Paul Borghese (2016)
- Undateable John, regia di Demian Lichtenstein (2019)
- Fortress - La fortezza (Fortress), regia di James Cullen Bressack (2021)
- Bomb Squad (Hot Seat), regia di James Cullen Bressack (2022)
- Darkness of Man, regia di James Cullen Bressack (2024)
- Bukowski, regia di James Franco - non rilasciato
- How to Make a Deal with the Devil, regia di Pearry Reginald Teo - non rilasciato

#### Televisione
- I ragazzi di padre Murphy (Father Murphy) – serie TV, episodi 1x05-1x06 (1981)
- La Fenice (The Phoenix) – serie TV, episodio 1x02 (1982)
- Voyagers! - Viaggiatori del tempo (Voyagers!) – serie TV, episodio 1x04 (1982)
- La casa nella prateria (Little House on the Prairie) – serie TV, 18 episodi (1982-1983)
- La casa nella prateria - Ricordando il passato (Little House: Look Back to Yesterday), regia di Victor French – film TV (1983)
- Magnum, P.I. – serie TV, episodio 4x08 (1983)
- Airwolf – serie TV, episodio 1x04 (1984)
- La casa nella prateria - La scomparsa di Rose (Little House: Bless All the Dear Children), regia di Victor French – film TV (1984)
- La casa nella prateria - L'ultimo addio (Little House: The Last Farewell), regia di Michael Landon – film TV (1984)
- Robert Kennedy, la sua storia e il suo tempo (Robert Kennedy and His Times), regia di Marvin J. Chomsky – miniserie TV (1985)
- Still the Beaver – serie TV, episodio 1x15 (1985)
- The Other Lover, regia di Robert Ellis Miller – film TV (1985)
- Autostop per il cielo (Highway to Heaven) – serie TV, episodio 2x09 (1985)
- Fuorilegge (Outlaws) – serie TV, episodio 1x01 (1986)
- Vita col nonno (Our House) – serie TV, 46 episodi (1986-1988)
- Alf Loves a Mystery, regia di Tony Singletary (1987) – episodio pilota scartato
- 21 Jump Street – serie TV, episodio 4x12 (1989)
- The Secret of Lost Creek – serie TV, 5 episodi (1989-1992)
- Una famiglia come tante (Life Goes On) – serie TV, episodio 1x12 (1990)
- Beverly Hills 90210 (Beverly Hills, 90210) – serie TV, 111 episodi (1990-1994)
- Forever Young, regia di Harry C. Hunter – film TV (1991)
- Ossessione d'amore (Obsessed), regia di Jonathan Sanger – film TV (1992)
- Parker Lewis (Parker Lewis Can't Lose) – serie TV, episodio 2x22 (1992) - cameo
- Miss video, un'inviata al College (Freeze Frame), regia di William Bindley – film TV (1992)
- Sesso bendato - In balia dell'assassino (Blindfold: Acts of Obsession), regia di Lawrence L. Simeone – film TV (1994)
- L'amore travolgente di Margaret Mitchell (A Burning Passion: The Margaret Mitchell Story), regia di Larry Peerce – film TV (1994)
- Jailbreakers, regia di William Friedkin – film TV (1994)
- Sospettati di omicidio (Gone in the Night), regia di Bill L. Norton – miniserie TV (1996)
- L'amica del cuore (Friends 'Til the End), regia di Jack Bender – film TV (1997)
- L'uomo sbagliato (Sleeping with the Devil), regia di William A. Graham – film TV (1997)
- Caccia disperata (The Ticket), regia di Stuart Cooper – film TV (1997)
- Streghe (Charmed) - serie TV, 66 episodi (1998-2001) – Prue Halliwell
- Scuola diabolica per ragazze (Satan's School for Girls), regia di Christopher Leitch – film TV (2000)
- Another Day, regia di Jeffrey Reiner – film TV (2001)
- The Rendering, regia di Peter Svadek – film TV (2002)
- La battaglia di Mary Kay (Hell on Heels: The Battle of Mary Kay), regia di Ed Gernon – film TV (2002)
- Qualcuno nella notte (Nightlight), regia di Louis Bélanger – film TV (2003)
- North Shore – serie TV, 11 episodi (2004-2005)
- S.O.S. - La natura si scatena (Category 7: The End of the World), regia di Dick Lowry – miniserie TV (2005)
- Un Natale a sorpresa (Christmas Caper), regia di David Winkler – film TV (2007)
- The Delphi Effect (Kiss Me Deadly), regia di Ron Oliver – film TV (2008)
- The Lost Treasure of the Grand Canyon, regia di Farhad Mann – film TV (2008)
- Defunct, regia di Paul Rawson - film TV (2008)
- 90210 – serie TV, 7 episodi (2008-2009)
- Incontro con il pericolo (Encounter With Danger), regia di Neill Fearnley – film TV (2009)
- Growing the Big One, regia di Mark Griffiths – film TV (2010)
- Suite 7 - serie web, episodio 1x08 (2011)
- Witchslayer Gretl, regia di Mario Azzopardi – film TV (2012)
- The New Normal – serie TV, episodio 1x10 (2012)
- Un desiderio per Natale (All I Want for Christmas), regia di Emilio Ferrari – film TV (2014)
- Blood Lake - L'attacco delle lamprede killer (Blood Lake: Attack of the Killer Lampreys), regia di James Cullen Bressack – film TV (2014)
- Un amore possessivo (No One Would Tell), regia di Gail Harvey – film TV (2018)
- Heathers – serie TV, 4 episodi (2018)
- BH90210 – serie TV, 6 episodi (2019)
- Riverdale – serie TV, episodio 4x01 (2019)
- Sorelle pericolose (Dying to Belong), regia di Gail Harvey – film TV (2021)
- Non è mai troppo tardi (Breast Cancer Bucket List), regia di Roxy Shih – film TV (2021)

### Regista
- Streghe (Charmed) – serie TV, 3 episodi (2000-2001)
- Suite 7 – serie TV, 1 episodio (2011)

### Produttrice
- Another Day, regia di Jeffrey Reiner – film TV (2001)
- Breaking Up with Shannen Doherty - Un'amica come Shannen – programma TV (2006)

### Doppiatrice
- Brisby e il segreto di NIMH (The Secret of NIMH), regia di Don Bluth (1982)
- Gary & Mike – serie TV, 1 episodio (2001)
- Mari/Kari – serie TV, 8 episodi (2010)

## Teatro
- A Room of My Own (2010)

## Programmi TV
- Scare Tactics – conduttrice, 45 episodi (2003)
- Breaking Up with Shannen Doherty - Un'amica come Shannen – conduttrice, 13 episodi (2006)
- Dancing with the Stars – concorrente (2010)
- Shannen Says  – reality show, 8 episodi (2012)

## Videoclip
- Real Love – Mark Slaughter (1992)
- Guilty of the Crime – The Bellamy Brothers e The Bacon Brothers (2009)

## Riconoscimenti
- Saturn Award
  - 1999 nominata come migliore attrice nella serie televisiva Streghe
  - 2000 nominata come migliore attrice nella serie televisiva Streghe
- Young Artist Awards
  - 1981 nominata per il suo ruolo nella serie I ragazzi di padre Murphy
  - 1983–1984 due volte nominata per il suo ruolo nella serie La casa nella prateria
  - 1984 nominata per la sua partecipazione alla serie Airwolf
  - 1987–1988 due volte nominata per il suo ruolo nella serie Vita col nonno
  - 1991-1992 due volte nominata per il suo ruolo nella serie Beverly Hills 90210
- TV Land Awards
  - 2007 nominata per il suo ruolo nella serie Beverly Hills 90210

## Doppiatrici italiane
Nelle versioni in italiano dei suoi lavori, Shannen Doherty è stata doppiata da:
- Georgia Lepore in Vita col nonno, Beverly Hills 90210, Morte apparente, Scatti pericolosi, Miss video, un'inviata al College, Sospettati di omicidio, L'amica del cuore, L'uomo sbagliato, Incontro con il pericolo, Riverdale, Fortress - La fortezza
- Barbara Berengo Gardin in Streghe, Scuola diabolica per ragazze, Another Day, Jay & Silent Bob... Fermate Hollywood!,  La battaglia di Mary Kay, Qualcuno nella notte, North Shore, 90210, Scare Tactics, Breaking Up with Shannen Doherty - Un'amica come Shannen
- Susanna Fassetta in La casa nella prateria, La casa nella prateria - Ricordando il passato, La casa nella prateria - L'ultimo addio, La casa nella prateria - La scomparsa di Rose, Robert Kennedy, la sua storia e il suo tempo
- Laura Lenghi in Generazione X, Un desiderio per Natale
- Emanuela Amato in Un Natale a sorpresa, The Delphi Effect
- Monica Bertolotti in Voglia di ballare
- Claudia Razzi in Schegge di follia
- Silvia Pepitoni in Bomb Squad
- Jasmine Laurenti in Ossessione d'amore
- Francesca Guadagno in Sesso bendato - In balia dell'assassino
- Laura Latini in L'amore travolgente di Margaret Mitchell
- Irene Di Valmo in S.O.S. - La natura si scatena
- Francesca Fiorentini in Blood Lake - L'attacco delle lamprede killer
- Paola Majano in Un amore possessivo
- Roberta Greganti in Sorelle pericolose
- Alessandra Korompay in Ossessione d'amore (ridoppiaggio)

Come doppiatrice è sostituita da:
- Rossella Acerbo in Brisby e il segreto di NIMH

Nel quinto episodio della seconda stagione di Streghe dal titolo Prue cambia sesso, Doherty è doppiata da Corrado Conforti quando è truccata da uomo.

## Opere
- (EN) Badass: A Hard-Earned Guide to Living Life With Style and (The Right) Attitude, Clarkson Potter, 2010, ISBN 978-0307591524.